# هلن گلگر
هلن گلگر (انگلیسی: Helen Gallagher؛ زادهٔ ۱۹ ژوئیهٔ ۱۹۲۶) یک هنرپیشه، و بازیگر سینما اهل ایالات متحده آمریکا است. وی از سال ۱۹۴۴ میلادی تاکنون مشغول فعالیت بوده‌است.